# (100528) 1997 CZ10
(100528) 1997 CZ10 es un asteroide perteneciente al cinturón de asteroides, descubierto el 3 de febrero de 1997 por el equipo del Spacewatch desde el Observatorio Nacional de Kitt Peak, Arizona, Estados Unidos.

## Designación y nombre
Designado provisionalmente como 1997 CZ10.

## Características orbitales
1997 CZ10 está situado a una distancia media del Sol de 3,100 ua, pudiendo alejarse hasta 3,363 ua y acercarse hasta 2,838 ua. Su excentricidad es 0,084 y la inclinación orbital 3,820 grados. Emplea 1994,52 días en completar una órbita alrededor del Sol.

## Características físicas
La magnitud absoluta de 1997 CZ10 es 15,6.